# Eugène Jacob de Cordemoy
Eugène Jacob de Cordemoy (Saint-André, 13 luglio 1835 – Salazie, 25 aprile 1911) è stato un botanico e medico francese.
Ha avuto un particolare interesse per le orchidee. Cordemoy è l'autore di Flore de l'île de la Réunion (italiano: Flora dell'isola di Riunione), pubblicato nel 1895. Ha anche studiato gli uccelli.